# Gyalocephalus capitatus
Gyalocephalus capitatus ist eine zu den kleinen Strongyliden gehörende Art, die im Dickdarm von Pferden parasitiert. Sie ist der einzige Vertreter in der Gattung Gyalocephalus.

## Merkmale
Gattungspezifisches Merkmal ist, dass das vordere Ende des Ösophagus deutlich erweitert ist und drei große, sichelförmige Zähne umgibt.
Männchen sind 7 mm lang und 0,15 mm dick, Weibchen im Mittel 9,2 mm lang und 0,2 mm dick. Von Arten der Gattung Cyathostomum kann der Parasit bereits mit bloßem Auge unterschieden werden, weil der Kopf schwarz-weiß erscheint und die Darmschlingen aufgrund des dunklen Inhalts deutlich in Erscheinung treten. Der Mundkragen ist durch eine Rinne deutlich vom Körper abgesetzt. Die Amphiden treten kaum an die Oberfläche. Die Hinterkante des Mundkragens liegt hinter der Hinterwand der Mundkapsel. Die submedianen Papillen überragen die Mundkapsel. Die Spitzen der Kopfpapillen sind konusförmig und zweimal so lang wie dick. Die Elemente der äußeren Blätterkranzes sind zahlreicher und kürzer als die des inneren. Die Mundhöhle ist breiter als tief, Zähne fehlen. Der Ösophagus ist trichterförmig erweitert in der Basis des Trichters liegen die drei Ösophaguszähne. Die Exkretionspore liegt hinter dem Nervenring, die Deiriden in Höhe des Nervenrings.
Die Dorsalrippen der Bursa copulatrix der Männchen haben sechs Zweige. Die Ventralrippen sind länger als die lateralen. Der Dorsallappen ist länger als die beiden Seitenlappen. Die externodorsalen Rippen entsprimngenan der Verbindung zwischen dorsalen und lateralen. Das Gubernaculum ist groß mit einer bauchseitigen Einkerbung. Der Genitalkonus ist verlängert und überragt die Bursakante. Die Spicula spitzen sind hakenförmig. Die Vulva der Weibchen liegt mehr als eine Schwanzlänge vom Anus entfernt. Die Vagina ist länger als der Schließmuskel des Ovijektors. Der Ovijektorvorhof ist oval oder Y-förmig, das Infundibulum länger als der Schließmuskel. Der konische Schwanz ist kurz, kürzer als der doppelte Durchmesser des Anus.